# Olga Borodina
Olga Władimirowna Borodina, ros. Ольга Владимировна Бородина (ur. 29 lipca 1963 w Leningradzie) – rosyjska śpiewaczka operowa, mezzosopran. 
Studiowała w konserwatorium w Sankt Petersburgu i już w czasie studiów została zauważona i obsadzona w roli Siebel w Fauście Charles’a Gounoda. 
Olga Borodina od początku kariery była związana z petersburskim Teatrem Maryjskim, w którym wykonywała większość słynnych partii mezzosopranowych z repertuaru rosyjskiego. Zasłynęła kreacją Marfy w Chowańszczyźnie (partię tę wykonuje nieprzerwanie od 15 lat), a następnie Kończakówny w Kniaziu Igorze i Maryny w Borysie Godunowie. Artystka często podkreśla swoją silną tożsamość narodową i związek emocjonalny z kulturą rosyjską. Występowała także w Covent Garden oraz w Metropolitan Opera. Grała m.in. Amneris w Aidzie, Carmen, Małgorzatę w Potępieniu Fausta, Kopciuszka, Księżną w Adrianie Lecouvreur, Dalilę w Samsonie i Dalili, Hrabinę w Damie pikowej oraz Eboli w Don Carlosie. Śpiewała na wszystkich ważniejszych operowych scenach Europy. W 1995 pierwszy raz pojawiła się w Metropolitan Opera w roli Kopciuszka. 
Nagrała ponad 20 płyt, na których występuje w swoich najważniejszych, wymienionych wyżej rolach. Ma również na swoim koncie nagrania Requiem Giuseppe Verdiego, płytę ze zbiorem pieśni Czajkowskiego oraz płytę A portrait of Olga Borodina ze zbiorem arii operowych i klasycznych pieśni. 
Jest laureatką tytułu Ludowej Artystki Federacji Rosyjskiej w 2002 i zwyciężczynią prestiżowych konkursów w Barcelonie oraz konkursu im. Rosy Ponselle. W 2007 otrzymała nagrodę Opera News za wyjątkowe osiągnięcia na scenie muzycznej. W 2006 otrzymała rosyjską Nagrodę Państwową.